# Saulon-la-Chapelle
Saulon-la-Chapelle ist eine französische Gemeinde mit 1030 Einwohnern (Stand 1. Januar 2022) im Département Côte-d’Or in der Region Bourgogne-Franche-Comté. Sie gehört zum Arrondissement Beaune und zum Kanton Nuits-Saint-Georges.

## Geographie
Nachbargemeinden von Saulon-la-Chapelle sind Bretenière im Norden, Thorey-en-Plaine und Longecourt-en-Plaine im Osten, Izeure im Südosten, Noiron-sous-Gevrey im Süden, Saulon-la-Rue und Barges im Westen, sowie Fénay im Nordwesten.

## Siehe auch

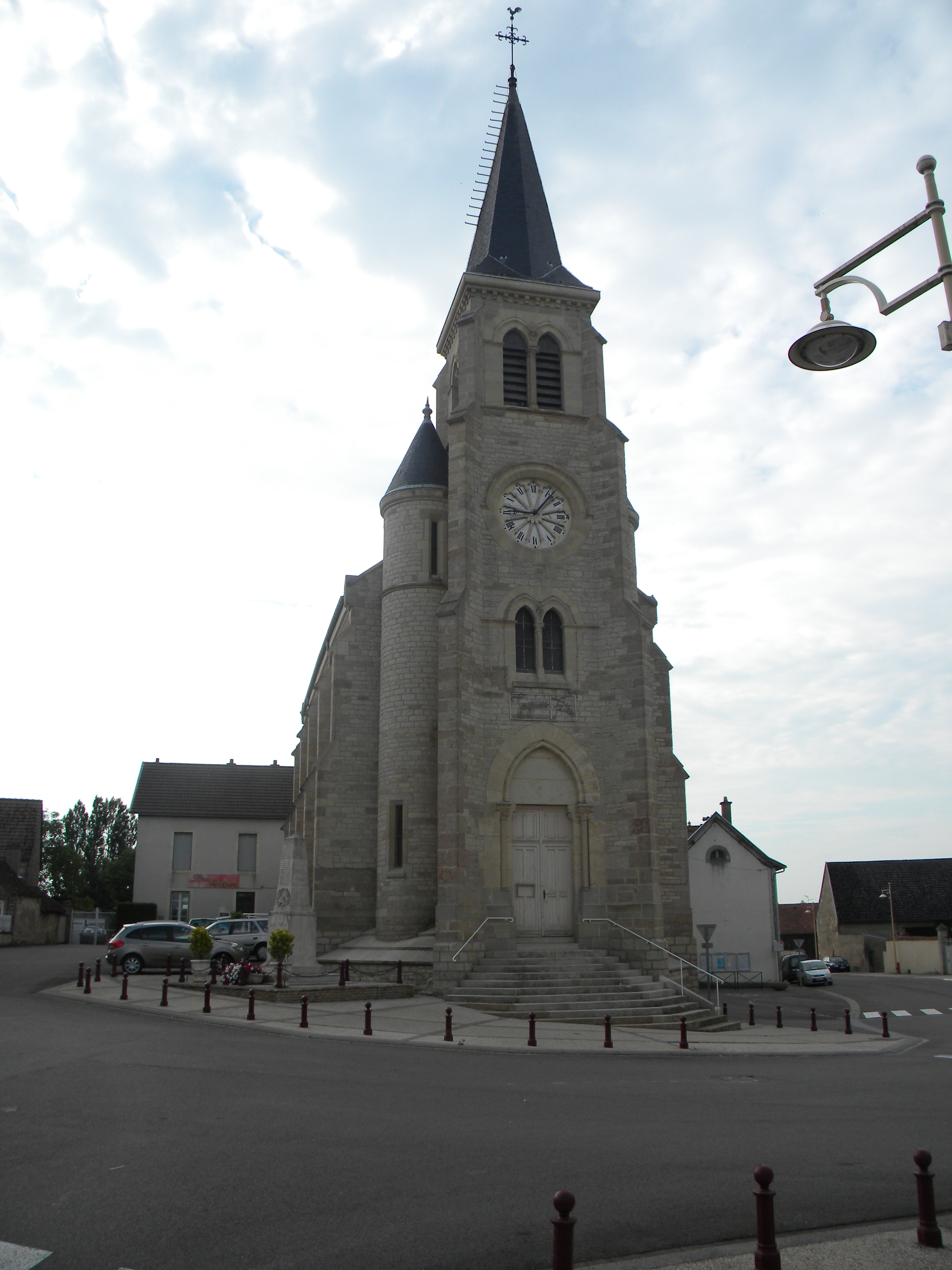
Kirche Saint-Sébastien

## Bevölkerungsentwicklung
| Jahr                       | 1962 | 1968 | 1975 | 1982 | 1990 | 1999 | 2011 |
| Einwohner                  | 908  | 965  | 1000 | 868  | 810  | 927  | 1039 |
| Quellen: Cassini und INSEE |      |      |      |      |      |      |      |